# Teodóridas de Siracusa
Teodóridas de Siracusa (en griego antiguo: Θεοδωρίδας ὁ Συρακούσιος) fue un poeta lírico y epigramático de Siracusa, que se supone que vivió en la misma época que Euforión, alrededor del 235 a. C.; ya que, por un lado, se menciona a Euforión en uno de los epigramas de Teodoridas, y, por otra parte, Clemente de Alejandría cita un verso de Euforión ἐν ταῖς πρὸς Θεωρίδαν ἀντιγραφαῖς , donde Schneider sugiere la enmienda Θεοδωρίδαν .
Tenía un lugar en la Guirnalda de Meleagro. Además de los dieciocho epigramas que se le atribuyen en la Antología griega, sobre la autenticidad de algunos de los cuales hay dudas, escribió un poema lírico Εἰς Ἔρωτα , sobre el cual Dionisio escribió un comentario, llamado ὁ Λεπτός, un ditirambo titulado "Los centauros" (Κένταυροι), versos licenciosos de los llamados φλύακες, y algunos otros poemas, de los que tenemos algunos fragmentos, pero no los títulos. El nombre se ha confundido más de una vez con Teodoro (Θεόδωρος) y con Teodoritos (Θεοδώριτος).